# 大阪で生まれた女
「大阪で生まれた女」（おおさかでうまれたおんな）は、 BOROの2枚目のシングル。1979年8月1日発売。発売元はポリドール・カメリアレコード。

## 解説
BOROが大阪・北新地で弾き語りをしていた当時、若い客からの「自分たちが歌える大阪の歌がない」という不満に答える形で制作された。ポップスでは上田正樹の「悲しい色やね」と並ぶ、大阪のご当地ソングの代表曲である。BOROいわく「大阪の国歌」とも言われている。
オリジナルは18番まで歌詞がある34分の曲である。このシングル版では原曲の4番、6番と、16番の一部の歌詞を用いている。4番を選んだ理由は「ディスコ」という、発売当時の世相を表すキーワードが入っているからであった。BOROによると、本シングルは2週間で50万枚という爆発的なヒットになった（オリコン調べでは累計17万9000枚）。
タイトル通り「大阪で生まれた女」が、高校のときに出会った恋人と愛し合った日々を綴っている。夢を追い上京する男についていき、立教大学近くで暮らすが、最終的に女は別れを選び、大阪に戻る。二人はそれぞれ違う伴侶を得たことも描かれている。いっぽう、シングル版では上京と別れたことだけが描かれる。
この曲の主人公の女性にはモデルはなく、BOROが考える理想の女性像をもとにイメージを膨らませた架空の存在である。
1979年5月1日、BOROよりも先に、萩原健一がシングルを発売している（徳間音楽工業 バーボンレコード BMA-1023）。
2003年9月10日には、阪神タイガース承認の同球団応援歌として、この曲の替え歌である「大阪で生まれた男」が発売された（BORO自身も阪神ファンである）。レゲエ調にアレンジされ、シングルCDのカップリングには「大阪で生まれた女」の再レコーディング版が収録された。
2015年9月16日に、河島英五や桑名正博、やしきたかじんら大阪出身の歌手の大阪ソングを集めたアルバム『大阪で生まれた歌』の12番目に2015年版「大阪で生まれた女19」を収録。（5番目に1979年版「大阪で生まれた女」を収録）36年ぶりの2015年版は19番から21番を収録し、女の年齢は61歳で娘の家族と、大阪都構想当時の上六を歩く場面で構成されている。続きを描いてほしいという声に応えたものであり、BOROはさらなる続編の制作にも意欲を見せている。

## 収録曲
（全作詞・作曲：岡山準三&BORO／編曲：BORO&ROLLING CLUB BAND）
1. 大阪で生まれた女
2. Hey!ミスターボーン

## 再発売シングル
- 1992年12月21日「大阪で生まれた女・18」（徳間ジャパンコミュニケーションズ TKCA-30724）

※歌詞が18番までのフルバージョン
- 1993年12月21日「大阪で生まれた女」（徳間ジャパンコミュニケーションズ TKDA-70249）
- 1997年9月3日「大阪で生まれた女1979」（ポリスター&BBBレコード PSDR-5293）

## カバー
2000年時点で約30人の歌手が持ち歌にしている。
- 1979年、萩原健一（シングル）
- 1979年、大上留利子（シングル）
- 1986年、ニック・ニューサー（アルバム「BEST PACK」に収録）
- 1994年、香西かおり（アルバム「綴織百景 VOL.4 旅」に収録）
- 2004年、鳥羽一郎（アルバム「時代の歌 II」に収録）
- 2008年、クミコ（アルバム「友よ! 〜あの出発ち（たびだち）を“青春”と呼ぼう〜」に収録）
- 2009年、坂本冬美（アルバム「Love Songs〜また君に恋してる〜」に収録）
- 2010年、BAKI（シングル「大阪で生まれた女 feat.RSP(Ai)」）
- 2010年、柏原芳恵（アルバム「アンコール2」に収録）
- 2014年、吉幾三（アルバム『あの頃の青春を詩う vol.2』に収録）
- 2015年、青紀ひかり（アルバム「Otokouta」に収録）
- 2016年、ダイアモンド☆ユカイ（アルバム『Respect III』に収録）
- 2023年、田中あいみ （カバーアルバム『ソウルフル・ソング』に収録）